# Château de Vaux (Verneuil-en-Bourbonnais)
Pour les articles homonymes, voir Château de Vaux.
Le château de Vaux est un édifice situé à Verneuil-en-Bourbonnais, en France.

## Localisation
Le château est situé sur le territoire de la commune de Verneuil-en-Bourbonnais, dans le département de l'Allier, en région Auvergne-Rhône-Alpes.

## Description
Le domaine du château est un ensemble de bâtiments installé dans un parc boisé. Le corps de logis principal, de plan rectangulaire, est agrandi par deux pavillons carrés accolés aux pignons, un colombier complète l'ensemble.

## Historique
Le château de Vaux date du XVIIe siècle.